# Droga wojewódzka nr 566
Droga wojewódzka nr 566 (DW566) – droga wojewódzka w centralnej Polsce w województwie kujawsko-pomorskim przebiegająca przez teren powiatu toruńskiego, w całości położona na terenie Gminy Czernikowo. Droga ma długość 0,3 km. Łączy stację kolejową Czernikowo z drogą krajową nr 10.

## Przebieg drogi
Droga rozpoczyna się na skrzyżowaniu przy stacji kolejowej Czernikowo. Następnie kieruje się w stronę północno - wschodnią i po 0,3 km dociera do prowadzącej w kierunku centrum Czernikowa drogi krajowej nr 10.

## Miejscowości leżące przy trasie DW566
- Czernikowo